# Donn (Geologie)

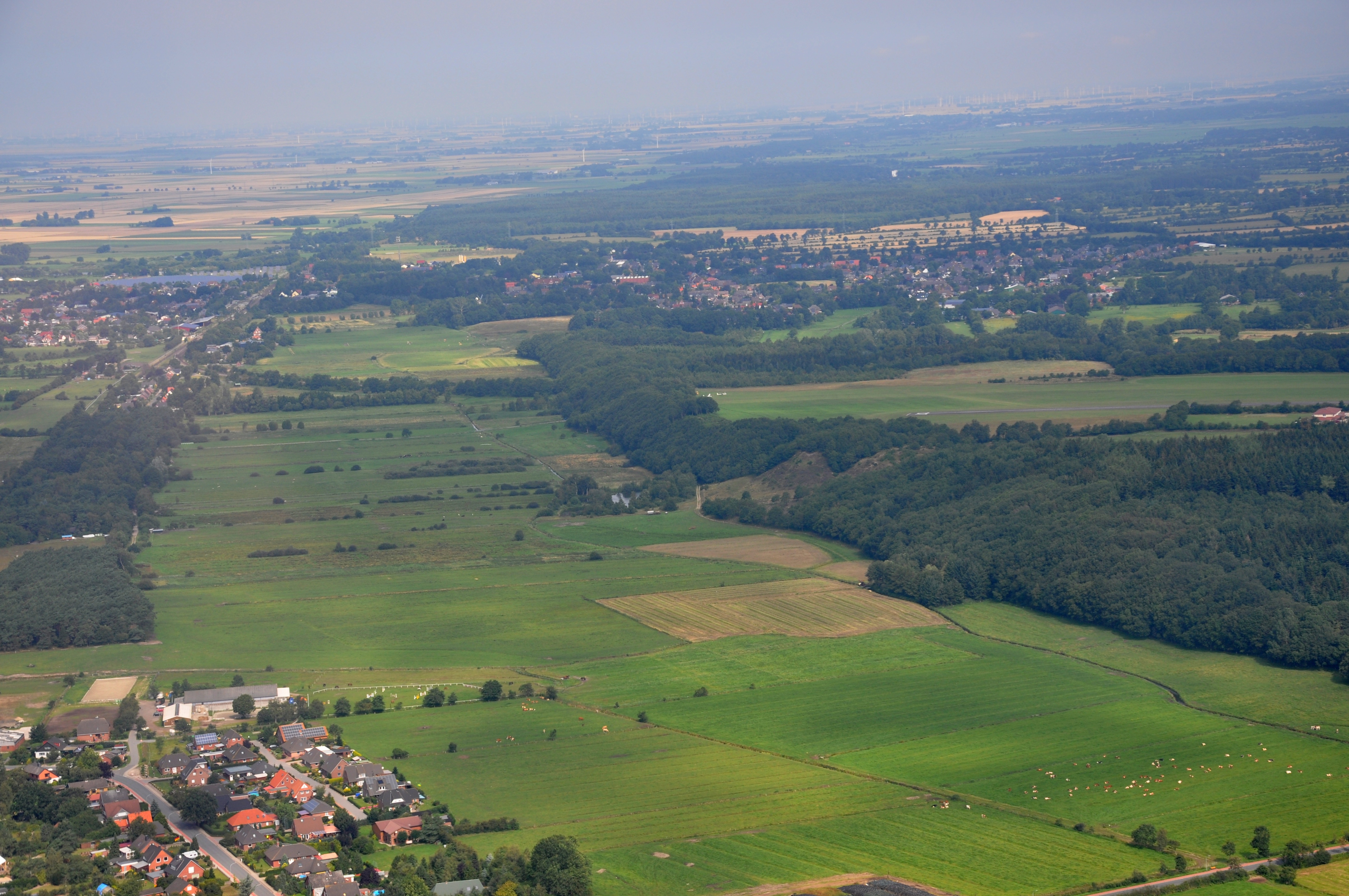
Bebauter und bewaldeter St. Michaelisdonn am linken Bildrand, rechts ist die bewaldete fossile Kliffkante Klev zu sehen.

Ein Donn ist ein fossiler, eingedeichter Strandwall, der heute im Marschland liegt und nicht mehr vom Meer beeinflusst wird. Häufig sind auf diese, ehemals küstenparallele Sandbänke und Nehrungen bis zu 5 m hohe Dünen aufgeweht. Im Schutz der Wälle konnten sich Moorlandschaften bilden. Diese langgestreckten Strandwälle stellen in den eher nicht belastbaren Marschböden Flächen mit tragfähigem Baugrund dar. Daher sind diese ehemaligen Strandwälle heute in der Regel bebaut und anthropogen stark beeinflusst.
Die wenigen, heute noch ursprünglichen Landschaftsformen sind größtenteils als Geotope geschützt.
Derartige fossile Strandwälle sind insbesondere an der Westküste von Schleswig-Holstein, im südlichen Teil von Dithmarschen verbreitet. Einige Namen von Ortschaften, wie z. B. Sankt Michaelisdonn oder Hochdonn leiten sich von diesen Landschaftsformen ab.

## Beispiele (Auswahl)
- Sankt Michaelisdonn
- Elpersbüttler Donn / Averlaker Donn
- Dingerdonn
- Hochdonn